# Xu Jialu
Xu Jialu (chinesisch 许嘉璐, Pinyin Xǔ Jiālù; * 3. Juni 1937 in Peking) ist ein Politiker, Literaturwissenschaftler und Hochschullehrer in der Volksrepublik China, der unter anderem von 1997 bis 2007 Vorsitzender der Chinesischen Gesellschaft für die Förderung der Demokratie (CAPD) sowie zwischen 1998 und 2008 Vize-Vorsitzender des Ständigen Ausschusses des Nationalen Volkskongresses war.

## Leben
Xu Jialu, ein Angehöriger von Han-Chinesen aus Huai’an in Jiangsu, begann nach dem Schulbesuch 1954 ein Studium der chinesischen Literatur an der Pädagogischen Universität Peking und schloss dieses 1959 ab. Im Anschluss wurde er selbst Dozent sowie später Professor für chinesische Literatur an der Pädagogischen Universität Peking und wurde zu einem der führenden Fachleute für die Fünf Klassiker. Zeitweise war er auch Vizepräsident der Pädagogischen Universität Peking sowie Präsident der Chinesischen Gesellschaft für exegetische Studium der klassischen chinesischen Literatur.
1987 trat Xu der Chinesischen Gesellschaft für die Förderung der Demokratie (CAPD) bei, neben der Kommunistischen Partei Chinas eine von acht weiteren zugelassenen politischen Parteien in der Volksrepublik China. In der Folgezeit begann er auch sein politisches Engagement und war zwischen 1988 und 1998 Mitglied des Ständigen Ausschusses des Nationalen Volkskongresses sowie 1988 Vize-Vorsitzender des Stadtkomitees von Peking der Politischen Konsultativkonferenz des chinesischen Volkes. Daneben engagierte er sich von 1994 bis 1997 als Vorsitzender des Staatlichen Arbeitsausschusses für Sprache.
1997 wurde Xu Jialu Nachfolger von Lei Jieqiong als Vorsitzender des Zentralkomitees der Chinesischen Gesellschaft für die Förderung der Demokratie und bekleidete diesen Posten bis 2007, woraufhin Yan Junqi neuer Vorsitzender der CAPD wurde. 1998 wurde er zudem Vize-Vorsitzender des Ständigen Ausschusses des Nationalen Volkskongresses und verblieb in dieser Funktion bis 2008. Des Weiteren war er 1999 Präsident des Chinesischen Rates zur Förderung einer friedvollen Wiedervereinigung sowie Mitglied des Vorbereitungskomitees zur Übergabe von Macao.
Neben seinen Tätigkeiten als Hochschullehrer und Politiker veröffentlichte Xu mehrere Sachbücher.